# Zhang Cheng (Eishockeyspieler)
Zhang Cheng (chinesisch 张诚, Pinyin Zhāng Chéng; * 29. Dezember 1994) ist ein  chinesischer Eishockeyspieler, der seit 2021 beim Kunlun Red Star in der Kontinentalen Hockey-Liga unter Vertrag steht.

## Karriere
Zhang Cheng begann seine Karriere als Eishockeyspieler in der Amateurmannschaft aus Qiqihar, mit der er 2010 die Chinesische Eishockeyliga gewann. Von 2012 bis 2017 spielte er für China Dragon, das damals einzige Profiteam des Landes, mit dem er in der multinationalen Asia League Ice Hockey spielte. Als die Mannschaft 2017 aufgelöst wurde, kehrte er nach Qiqihar zurück. 2019/20 spielte er für China Golden Dragon in der 2. česká hokejová liga, der dritten tschechischen Liga. Seit 2021 steht er beim Kunlun Red Star in der Kontinentalen Hockey-Liga unter Vertrag.

### International
Für China nahm Zhang Cheng im Juniorenbereich an den U18-Weltmeisterschaften 2010 in der Division III und 2011 und 2012 sowie den U20-Weltmeisterschaften 2011 und 2014 in der Division II und 2012, als er als bester Stürmer des Turniers ausgezeichnet wurde, und 2013 in der Division III teil. Bei der U18-Weltmeisterschaft 2012 und der U20-Weltmeisterschaft 2014 fungierte er nicht nur als Mannschaftskapitän des Teams aus dem Reich der Mitte, sondern wurde jeweils auch zum besten Spieler seiner Mannschaft gewählt. Zudem stand er für seine Farben 2012 beim IIHF Challenge Cup of Asia auf dem Eis.
Im Seniorenbereich stand der Stürmer im Aufgebot Chinas bei den Weltmeisterschaften der Division II 2013, 2014, 2015, 2016, 2017, 2018 und 2019. Zudem vertrat er seine Farben bei den Winter-Asienspielen 2017 und bei der Olympiaqualifikation für die Spiele in Pyeongchang 2018.

## Erfolge und Auszeichnungen
- 2010 Aufstieg in die Division II bei der U18-Weltmeisterschaft der Division III, Gruppe A
- 2010 Chinesischer Meister mit der Mannschaft aus Qiqihar
- 2012 Bester Stürmer bei der U20-Weltmeisterschaft der Division III
- 2013 Aufstieg in die Division II, Gruppe B, bei der U20-Weltmeisterschaft der Division III
- 2015 Aufstieg in die Division II, Gruppe A, bei der Weltmeisterschaft der Division II, Gruppe B
- 2017 Aufstieg in die Division II, Gruppe A, bei der Weltmeisterschaft der Division II, Gruppe B

## Statistik
(Stand: Ende der Saison 2021/22)